# 400 mètres masculin aux Jeux olympiques de 1904 (athlétisme)
Pour un article plus général, voir Athlétisme aux Jeux olympiques de 1904.
Navigation
Paris 1900 Londres 1908
L'épreuve du 400 mètres masculin aux Jeux olympiques de 1904 s'est déroulée le 29 août 1904 au Francis Field à Saint-Louis aux États-Unis. Elle est remportée par l'Américain Harry Hillman.

## Résultats

### Finale
| Rang               | Athlète          | Pays       | Temps   | Notes |
| ------------------ | ---------------- | ---------- | ------- | ----- |
| Médaille d'or      | Harry Hillman    | États-Unis | 49 s 2  | OR    |
| Médaille d'argent  | Frank Waller     | États-Unis | 49 s 9  |       |
| Médaille de bronze | Herman Groman    | États-Unis | 50 s 0  |       |
| 4                  | Joseph Fleming   | États-Unis | Inconnu |       |
| 5                  | Meyer Prinstein  | États-Unis | Inconnu |       |
| 6                  | George Poage     | États-Unis | Inconnu |       |
| 7–12               | Clyde Blair      | États-Unis | Inconnu |       |
| 7–12               | Percival Molson  | Canada     | Inconnu |       |
| 7–12               | Paul Pilgrim     | États-Unis | Inconnu |       |
| 7–12               | Johannes Runge   | Allemagne  | Inconnu |       |
| 7–12               | George Underwood | États-Unis | Inconnu |       |
| 7–12               | Howard Valentine | États-Unis | Inconnu |       |